# Franse vioolsleutel
Met Franse vioolsleutel duidt men de g-sleutel aan geplaatst op de eerste lijn van de (vijflijnige) notenbalk. De vioolsleutel geeft aan dat een noot op deze lijn de stamtoon g' (sol) uit het eengestreept octaaf voorstelt. Deze sleutel werd voornamelijk in Frankrijk gebruikt in de 17e en 18e eeuw, maar raakte nadien in onbruik, aangezien deze sleutel weinig praktisch was en erg verwarrend met de gewone vioolsleutel.
Franse vioolsleutel met de aanduiding van de stamtoon g'

De Franse vioolsleutel werd voornamelijk voor fluit- en vioolpartijen gebruikt, in mindere mate voor andere instrumenten.